# Фолксваген пасат Б2
Фолксваген пасат Б2 (Volkswagen Passat B2) представља другу генерацију „фолксваген пасата“, а производио се од 1981 — 1988.
Био је доступан у три варијанте, и то као:
- караван
- хечбек
- лимузина

Након стопирања производње, започела производња „пасата Б3“, једног од првих модела са затвореном маском хладњака.